# Richard Dunne
Pour les articles homonymes, voir Dunne.
Richard Dunne, né le 21 septembre 1979 à Dublin (Irlande), est un footballeur international irlandais. Jouant au poste de défenseur central, il passe l'essentiel de sa carrière en Angleterre. Il compte 80 sélections en équipe nationale avec laquelle il dispute la coupe du monde de football 2002 et l'Euro 2012.

## Carrière
Richard Dunne nait à Tallaght, un quartier ouest de Dublin, le 21 septembre 1979. Il commence le football au Home Farm. Basé dans le quartier de Whitehall au nord de Dublin ce club est un des grands clubs formateur d'Irlande. Une trentaine d'internationaux sont issus de ses rangs. En 1995 le club de Home Farm est passé sous la tutelle d'un des deux grands clubs de Liverpool, l'Everton Football Club, au point de modifier son nom en Home Farm Everton. Ses meilleurs éléments sont donc régulièrement transférés vers l'Angleterre. C'est le cas pour Dunne.

### En club
À l'âge de 15 ans, Dunne part pour Everton pour intégrer les équipes de scolaires. Il entre dans le centre de formation du club et postule dès la saison suivante pour l'équipe réserve. Le joueur est tellement prometteur que la direction d'Everton lui propose en 1997 alors qu'il n'a que 17 ans un premier contrat professionnel pour une durée de cinq ans. Il remporte en 1998 la FA Youth Cup avec d'autres futurs personnalités du club Tony Hibbert, 265 matchs avec Everton, et Leon Osman, 352 matchs.
Richard Dunne a fait ses débuts en équipe première à l'âge de dix-sept ans en 1997 sous la direction de Joe Royle. Sous la direction de Walter Smith il est souvent utilisé hors de son poste d'arrière droit. Il est aussi sanctionné par Smith pour deux incidents disciplinaires distincts. Cela n'empêche pas le Wimbledon Football Club de faire une offre pour le transfert de Dunne, mais la direction d'Everton la rejette. Dunne joue au total 66 matchs en équipe première entre 1997 et 2000.
À l'automne 2000, Richard Dunne est recruté par Manchester City pour un montant de 3,5 millions de livres sterling, rejoignant ainsi son ancien entraîneur Joe Royle. Manchester City recrute Dunne et le français Laurent Charvet pour concurrencer au poste d'arrière droit un Richard Edghill en baisse de forme. Mais c'est bien au poste d'arrière central que Dunne a le plus d'impact au sein de l'équipe. Au cours de sa première saison au club, Dunne a plusieurs partenaires en défense centrale. Pendant quelques matchs le club joue même avec trois centraux avec Andy Morrison et Steve Howey à ses côtés. Au terme de la saison, City est relégué en deuxième division. Un nouveau manager est engagé. Il s'agit de Kevin Keegan. Celui-ci emmène vers le titre de champion de deuxième division et donc vers une promotion en première division. La saison de retour dans l'élite anglaise n'est pas un franc succès pour Dunne. Des problèmes disciplinaires provoquent une suspension de l'équipe. Les observateurs du club pensent alors que son séjour à City va se terminer, mais après un programme spécifique et intensif de remise en forme, Dunne réintègre l'équipe et est même de nouveau sélectionné en équipe d'Irlande. La carrière de Richard Dunne est lancée. Lors des quatre saisons suivantes, il est nommé joueur de l'année au sein de Manchester City. Il est le premier joueur à remporter ce titre symbolique quatre fois consécutivement. Richard Dunne est même nommé capitaine du club à l'intersaison 2006 quand Sylvain Distin, le capitaine jusque-là, est sur le point de quitter le club.
Le 18 janvier 2007, Micah Richards, coéquipier à Manchester City, déclare : « Depuis que je suis arrivé dans ce club, Richard a toujours été de qualité. Je joue avec lui semaine après semaine et je pense que c'est l'un des meilleurs joueurs avec lesquels j'ai joué. J'ai joué avec John Terry et Rio Ferdinand dans l'équipe d'Angleterre, mais Richard est au même niveau qu'eux ».
Le 4 juillet 2008, Richard Dunne signe une prolongation de contrat de quatre ans avec Manchester City ce qui le maintient au club jusqu'en 2012. Lors de la saison 2008-2009 Richard Dunne est titularisé à 47 reprises toutes compétitions confondues. En fait il joue la totalité des rencontres pour lesquelles il est qualifié ne manquant que les rencontres pour lesquelles il est suspendu à la suite de ses trois cartons rouges. En janvier 2009 il reçoit son huitième carton rouge en carrière. Il égale alors le record établi précédemment pas Patrick Vieira et Duncan Ferguson.
L'acquisition de Manchester City par un fonds d'investissement d'Abou Dabi lors de l'été 2008 laisse percevoir une politique de recrutement plus clinquante et plus massive que ce qu'il s'est passé lors des dix dernières années au club. Après les signatures de Kolo Touré et de Joleon Lescott, le bruit court que la place de Richard Dunne est en danger et qu'il pourrait donc quitter le City of Manchester Stadium. Le Aston Villa Football Club, le principal club de Birmingham, est le premier cité comme destination potentielle. Villa confirme son intérêt le 27 août 2009 et annonce qu'ils sont tombés d'accord pour un transfert avec Manchester City. Le contrat est signé quelques jours plus tard, juste après la fermeture de la fenêtre estivale des transferts. C'est Martin O'Neill, le manager des Villans, annonce quelques jours plus tard que le transfert c'est conclu à £5 million pour une durée de quatre ans. Dunne fait ses débuts lors du derby des Midlands contre Birmingham City avec une victoire 1-0 d'Aston Villa.
Après le match, Dunne fait l'éloge de ses nouveaux coéquipiers James Collins, Carlos Cuéllar et Stephen Warnock, affirmant que leur partenariat en défense « semble avoir raisonnablement bien fonctionné ». Sa saison est une réussite, il est nommé dans l'équipe de l'année de Premier League
Le 18 mars 2011, Dunne et Collins sont sanctionnés par leur club d'une amende de £200 000 pour un abus d'alcool lors d'un exercice de cohésion d'équipe. Le 12 février 2012, Dunne se fracture la clavicule droite lors d'une collision avec Joe Hart pendant un match de Premier League contre son ancien club Manchester City. Il est opéré à Birmingham le lendemain. Pour accélérer sa rééducation il se rend aux États-Unis pour être suivi par le staff médical des Browns de Cleveland. Cette équipe de NFL est alors la propriété du président d'Aston Villa Randy Lerner.
En mai 2013, le manager des Villans, Paul Lambert annonce que Richard Dunne est libéré de son contrat avec le club. Il s'engage donc libre avec les londoniens du Queens Park Rangers Football Club. Lors de sa première saison, il dispute 45 rencontres et marque un but. Il participe à la montée en première division anglaise en remportant les play-off de promotion en écartant en finale Derby County.
Richard Dunne possède le curieux record du plus grand nombre de buts marqués contre son camp en Premier League. Il marque son dixième but contre son camp lors d'une défaite contre Liverpool le 19 octobre 2014 au cours d'un match où QPR marque deux fois contre son camp.
Queens Par Rangers est relégué en Championship à la fin de la saison en concédant vingt but de plus que toute autre équipe de la compétition. Dunne a joué 24 matchs. Le 31 mai 2015 le contrat de Richard Dunne arrive à son terme. Avec cinq autres joueurs, il est libéré par le club. Son avenir fait l'objet de multiples spéculations. Les rumeurs l'envoient en MLS, dans l'Indian Super League ou encore dans le championnat d'Irlande. Aucune de ces pistes ne se matérialise et il annonce sa retraite sportive en novembre 2015.
Il vit maintenant avec sa femme et ses deux enfants à Monte Carlo.

### En équipe nationale
Avec 80 sélections, Richard Dunne fait partie des Irlandais les plus sélectionnés en équipe nationale.
Richard Dunne fréquente les équipes d'Irlande depuis les scolaires. Il a été sélectionné dans chaque classe d'âge depuis lors. Il fait partie d'une génération glorieuse de joueurs irlandais qui ont participé à de multiples phases finales de compétition internationales. Le coup d'envoi de cette génération a lieu avec le championnat d'Europe de football des moins de 18 ans 1997 qui se déroule en Islande. L'Irlande termine à la quatrième place de la compétition après s'être inclinée lors du match pour la troisième place contre l'Espagne.
Dunne fait ses grands débuts internationaux le 26 avril 2000 lors d'une défaite en match amical contre la Grèce. Deux mois après, il marque son premier but sous le maillot vert lors de sa troisième sélection, toujours pour un match amical, contre le Mexique. L'Irlande, menée de deux buts, parvient à faire match nul 2-2. La participe à la campagne de qualification à la Coupe du monde 2002 contre entre autres les Pays-Bas et le Portugal. Il marque deux buts lors de cette campagne, deux fois contre l'Estonie. L'Irlande termine à la deuxième place du groupe et se qualifie pour un match de barrage contre un deuxième de groupe du continent asiatique. Les verts éliminent l'Iran pour se qualifier pour la Coupe du monde en Corée du sud et au Japon.
Richard Dunne fait bien entendu partie des 23 sélectionnés par Mick McCarthy. À 22 ans et avec 14 sélections, il n'est que remplaçant et n'entre pas en jeu pendant la compétition, le sélectionneur lui préférant Gary Breen et Steve Staunton qui prend le brassard de capitaine pendant la compétition. L'Irlande se trouve dans le groupe E avec le Cameroun, l'Allemagne et l'Arabie saoudite. Elle se qualifie grâce à une deuxième place pour les 8e de finale où elle affronte l'Espagne. Le match se termine par un score d'égalité 1-1 et la qualification en quarts de finale se joue aux tirs au but. L'Espagne se montre la plus adroite et s'impose 3 tirs au but à 2.
La carrière internationale de Dunne se ralentit un peu au sortir de la Coupe du monde. L'émergence de John O'Shea et la préférence de Brian Kerr pour Kenny Cunningham limite sa présence en équipe nationale alors que l'Irlande échoue à se qualifier pour l'Euro 2004. Il en va de même pour la campagne de qualification pour la coupe du monde 2006 au cours de laquelle Kerr ne le sélectionne qu'à trois reprises. Le changement de sélectionneur pour son ancien partenaire en défense centrale Steve Staunton lui est profitable. Staunton le sélectionne pour la majorité des matchs qualifications à l'Euro 2008. Les défaites face à l'Allemagne puis face à Chypre sont les symboles du nouvel échec irlandais. Mais c'est bien avec le sélectionneur suivant, Giovanni Trapattoni, que Richard Dunne va devenir un incontournable de la sélection irlandaise. Le nouveau sélectionneur italien l'installe au cœur de son dispositif défensif. Dunne dispute les dix matchs de la campagne et aide ainsi l'Irlande à terminer à la seconde place et se qualifier pour les barrages après une victoire contre la Bulgarie. Les barrages opposent l'Irlande à la France. Dunne joue les deux rencontres et notamment le match retour si controversé qui donne la qualification aux français.
Richard Dunne joue ensuite régulièrement en équipe nationale. Il marque son huitième et dernier but international le 11 octobre 2011 lors d'un matchs contre l'Arménie
Il prend sa retraite internationale le 31 juillet 2014 avec à son compteur 80 sélections et huit buts.

## Éléments statistiques
| Saison                | Club                  | Championnat           | Championnat | Championnat | Coupe(s) nationale(s) | Coupe(s) nationale(s) | Compétition(s) continentale(s) | Compétition(s) continentale(s) | Compétition(s) continentale(s) | République d'Irlande | République d'Irlande | Total | Total |
| Saison                | Club                  | Division              | M.          | B.          | M.                    | B.                    | Comp.                          | M.                             | B.                             | M.                   | B.                   | M.    | B.    |
| 1996-1997             | Everton FC            | Premier League        | 7           | -           | 1                     | -                     | -                              | -                              | -                              | -                    | -                    | 8     | 0     |
| 1997-1998             | Everton FC            | Premier League        | 3           | -           | 1                     | -                     | -                              | -                              | -                              | -                    | -                    | 4     | 0     |
| 1998-1999             | Everton FC            | Premier League        | 16          | -           | 4                     | -                     | -                              | -                              | -                              | -                    | -                    | 20    | 0     |
| 1999-2000             | Everton FC            | Premier League        | 31          | -           | 5                     | -                     | -                              | -                              | -                              | 3                    | 1                    | 39    | 1     |
| 2000-2001             | Everton FC            | Premier League        | 3           | -           | 1                     | -                     | -                              | -                              | -                              | -                    | -                    | 4     | 0     |
| 2000-2001             | Manchester City       | Premier League        | 25          | -           | 3                     | -                     | -                              | -                              | -                              | 7                    | 2                    | 35    | 2     |
| 2001-2002             | Manchester City       | First Division        | 43          | 1           | 6                     | -                     | -                              | -                              | -                              | 4                    | 0                    | 53    | 1     |
| 2002-2003             | Manchester City       | Premier League        | 25          | -           | 1                     | -                     | -                              | -                              | -                              | 3                    | 0                    | 29    | 0     |
| 2003-2004             | Manchester City       | Premier League        | 29          | -           | 7                     | -                     | [Quoi ?]                       | 11                             | 0                              | 3                    | 1                    | 50    | 1     |
| 2004-2005             | Manchester City       | Premier League        | 35          | 1           | 1                     | -                     | -                              | -                              | -                              | 3                    | 0                    | 39    | 1     |
| 2005-2006             | Manchester City       | Premier League        | 32          | 3           | 6                     | -                     | -                              | -                              | -                              | 5                    | 0                    | 43    | 3     |
| 2006-2007             | Manchester City       | Premier League        | 38          | 1           | 6                     | -                     | -                              | -                              | -                              | 6                    | 1                    | 50    | 2     |
| 2007-2008             | Manchester City       | Premier League        | 36          | -           | 6                     | -                     | -                              | -                              | -                              | 7                    | 0                    | 49    | 0     |
| 2008-2009             | Manchester City       | Premier League        | 31          | 1           | 2                     | -                     | [Quoi ?]                       | 14                             | 0                              | 10                   | 2                    | 57    | 3     |
| 2009-2010             | Manchester City       | Premier League        | 2           | -           | -                     | -                     | -                              | -                              | -                              | 1                    | 0                    | 3     | 0     |
| 2009-2010             | Aston Villa FC        | Premier League        | 35          | 3           | 9                     | -                     | -                              | -                              | -                              | 5                    | 0                    | 49    | 3     |
| 2010-2011             | Aston Villa FC        | Premier League        | 35          | -           | 3                     | -                     | -                              | -                              | -                              | 7                    | 0                    | 45    | 0     |
| 2011-2012             | Aston Villa FC        | Premier League        | 28          | 1           | 4                     | 1                     | -                              | -                              | -                              | 12                   | 1                    | 44    | 3     |
| 2012-2013             | Aston Villa FC        | Premier League        | -           | -           | -                     | -                     | -                              | -                              | -                              | 1                    | 0                    | 1     | 0     |
| 2013-2014             | Queens Park Rangers   | Championship          | 41          | 1           | 1                     | -                     | -                              | -                              | -                              | 3                    | 0                    | 45    | 1     |
| 2014-2015             | Queens Park Rangers   | Premier League        | 23          | -           | 1                     | -                     | -                              | -                              | -                              | -                    | -                    | 24    | 0     |
| Total sur la carrière | Total sur la carrière | Total sur la carrière | 518         | 12          | 68                    | 1                     | -                              | 25                             | 0                              | 80                   | 8                    | 691   | 21    |

## Palmarès

### En club
- Manchester City
  - Champion d'Angleterre de D2 en 2002
- Aston Villa
  - Finaliste de la League Cup en 2010.

### Distinctions personnelles
- Meilleur footballeur irlandais en 2007 et 2011
- Membre de l'équipe type de Premier League en 2010.